# Религија у Маурицијусу
Религија у Маурицијусу (2011)
Религија у Маурицијусу је поприлично комлексна, а најзаступљенији је хиндуизам, чији припадници чине око половине становништва државе. Већина људи индијског порекла у Маурицијусу су углавном хиндуси или муслимани. Мауританци француског, афричког и кинеског порекла су углавном хришћани. Део припадника Мауританаца кинеског порекла су будисти или припадници мањих кинеских религија. 
Према попису становништва из 2011. године, хиндуизам је најзаступљенија религија са 45,54% верника, затим следи хришћанство са 32,71%, ислам са 17,30% и будизам са 0,18% од укупне популације Маурицијуса.

## Правни статус
Устав Маурицијуса забрањује дискриминацију на верској основи и омогућава слободу практиковања или промене вјере. Влада Мауциријуса новчано помаже римокатиличку, енглеску и пресбетеријанску цркву, као и заједницу хиндуса и муслимана. Верске заједнице су ослобођене пореза, а новац се добија на основу броја верника цркве. Друге верске групе могу се регистровати и бити ослобођене пореза, али не могу примати субвенције од државе. Дозвољено је одржавање верских фестивала које практикују хришћани и муслимани, а највише хиндуси.

## Индијске религије

### Хиндуизам
Хиндуизам је првобитно дошао на Маурицијус углавном преко Индијаца који су радили као радници на острву након укидања ропства. Данас је хиндуизам најраспрострањенија религија на Маурицијусу са 48,54% верника од укупног становништва земље према попису из 2011. године који је извршила Агенција за статистику Маурицијуса. Маурицијус има највећи проценат хиндуса у Африци и трећа је највећа држава по хиндусима на свету после Непала и Индије.
Један од највећих фестивала на острву је Махасиваратри, или "Велика ноћ Шиве". Ова прослава одржава се у сваке године у фебруару и марту а траје четири до девет дана. Постоји и значајна мигрантска популација Бумихара на Маурицијусу. Они су и даље у контакту са својим члановима породице у Индији и постоје примери брачних односа између њих како би се њихов културни идентитет држао нетакнутим.

### Будизам
Око 0,4% популације Маурицијуса су будисти. Будисти у држави су углавном кинеског порекла.

## Аврамске религије
Католици чине 83% свих хришћана у Маурицијусу, 26% укупне популације односно 324.811 људи. Друге признате хришћанске вере чини црква енглеске чији је седиште управо на Маурицијусу, са 2788 припадника. Пресбитеријанска црква има 501 члана, а хришћанска адвентистичка црква има 4428 чланова. Остале хришћанске деноминације укључују и три пентекосталне групе Божје које броје око 19000 припадника. Јеховини сведоци имају 2173 чланова, а црква Исуса Христа има 471 члана.
Хришћанство је присутно на Маурицијусу од доласка Холанђана, који су острво напустили 1710. године. Доласком Француза 1715. године хришћанство је опет било присутно на оству. Од 1723. године постојао је закон којим се сви робови који долазе на острво морају бити крштени католици. Ипак, када су за време Наполеонових ратова, Британци освојили Маурицијус, народе острва су покрштавали у протестанте, четрдесетих и педесетих година 19. века. Хришћанство није била религија афричких народа у Маурицијусу, супротно другим државама на континенту, где је хришћанство било поприлично распрострањено. Данас на Маурицијусу хришћани чине 31,7% укупне популације становништва.

### Ислам
Муслимани на Маурицијусу чине 17,3% популације. Чак 95% муслимана на острву су припадници сунизма и живе на урду говорном подручју. 
У муслиманској заједници постоје три различите етничке припадности. Према попису из 2011. године на Маурицијусу је живело 1265 припадника Ахмадија.

### Бахаи вера
Бахаи вера распрострањена је на Маурицијусу први пут 1953. године. Према попису Владе Маурицијуса, на острву је 2011. године живело 639 припадника бахаи вере. Други изворе наводи да их у држави има 27.703.

### Остале
Конфучијанство и таоизам се такође примењују међу малим бројем становника Маурицијуса. Године 2011. на острву су живела 43 припадника јудаизма.

## Галерија
- Католичка катедрала Норт Дам
- Хинду храм
- Џамија
- Храм Харе Кришне
- Католичка црква